# Horní Ves (Třebeň)
Horní Ves (německy Oberndorf) je vesnice, část obce Třebeň v okrese Cheb v Karlovarském kraji. Nachází se přibližně dva kilometry západně od Třebeně a sedm kilometrů severně od Chebu v nadmořské výšce 428 metrů. Vesnicí protéká Doubský potok.

## Historie
První písemná zmínka o vesnici pochází z roku 1279. Svůj německý název získala vesnice podle stejnojmenného ministriálního rodu. První byl zmíněn v letech 1279 až 1281 Heřman z Oberndorfu. Jeho potomci, kterým však již vesnice nepatřila, jsou zmiňováni v průběhu 14. století. Na přelomu 13. a 14. století získali vesnici Nothaftové, kteří ji rozprodali. Později ji drželo město Cheb a klášter svaté Kláry. Mladší literatura uvádí, že jižně od vesnice stávalo panské sídlo, což se dosud nepodařilo prokázat.

## Obyvatelstvo
Při sčítání lidu v roce 1921 zde žilo 292 obyvatel, až na jednoho Čechoslováka a sedm cizozemců všichni německé národnosti. Všichni obyvatelé až na dva evangelíky se hlásili k římskokatolické církvi.
| Rok            | 1869 | 1880 | 1890 | 1900 | 1910 | 1921 | 1930 | 1950 | 1961 | 1970 | 1980 | 1991 | 2001 | 2011 | 2021 |
| -------------- | ---- | ---- | ---- | ---- | ---- | ---- | ---- | ---- | ---- | ---- | ---- | ---- | ---- | ---- | ---- |
| Počet obyvatel | 247  | 318  | 279  | 243  | 272  | 292  | 388  | 149  | 79   | 74   | 133  | 29   | 26   | 11   | 63   |
| Počet domů     | 26   | 31   | 32   | 29   | 31   | 39   | 42   | 42   | –    | 10   | 25   | 10   | 10   | 11   | 18   |

## Obecní správa
Při sčítání lidu v letech 1850–1978 Horní Ves byla osadou obce Třebeň v okrese Cheb. Od 1. ledna 1979 do 23. listopadu 1990 byla částí města Františkovy Lázně v okrese Cheb. Od 24. listopadu 1990 je opět částí obce Třebeň v okrese Cheb.

## Doprava
Horní Vsí prochází silnice 21217 z Františkových Lázní do Třebeně, odvětvující se ze silnice I/64.

## Pamětihodnosti
- Boží muka z roku 1746